# 노르베르토 오베르부르제르
노르베르토 오베르부르제르(이탈리아어: Norberto Oberburger, 독일어: Norberto Oberburger 오버부르거[*], 1960년 12월 1일~)는 이탈리아의 역도 선수이다. 올림픽에 4회 참가했으며 1984년 하계 올림픽에서 남자 헤비급 금메달을 획득했다.